# Tuja (rzeka)
Tuja (także Tuga) – rzeka na Żuławach Wiślanych, prawy dopływ Szkarpawy. Źródła ma w okolicach Cypla Mątowskiego.
Do lat siedemdziesiątych XX wieku była żeglowna, czego świadectwem są most zwodzony w Nowym Dworze Gdańskim i pozostałości nabrzeża przy spichlerzu w tym mieście. Obecnie rzeka o słabym nurcie i zarastającym korycie, dostępna tylko dla niewielkich jednostek sportowych.
Górny bieg do Nowego Dworu Gdańskiego nosi nazwę Święta.